# Boopis gracilis
Boopis gracilis är en calyceraväxtart som beskrevs av Rodolfo Amando Philippi. Boopis gracilis ingår i släktet Boopis och familjen calyceraväxter. Inga underarter finns listade i Catalogue of Life.